# Anja Pohl
Anja Pohl (* 1967 in München) ist eine deutsche Filmeditorin.

## Leben
In München und Berlin studierte sie nach ihrem Abitur ab 1989 sowohl Neuere und Neuste Geschichte als auch Politikwissenschaft, womit sie 1994 abschloss. Währenddessen, von 1991 bis 1992, absolvierte sie den Studiengang „Allgemeine Gestaltung“ an der Zürcher Schule für Gestaltung. Von 1993 bis 1995 machte sie Schnittpraktika und Assistenzen bei Daniela Beauvais und Tanja Schmidbauer in München und Berlin. Anschließend konnte sie sich ab 1996 als freiberufliche Editorin selbständig machen. Ihre ersten Arbeiten waren die Kurzfilme Kleiner Stürmer und Die letzte Sekunde von Tim Trageser. Dieser wiederum wirkte als Schauspieler im Kurzfilm Mafia, Pizza, Razzia von Peter Thorwarth mit, bei dem Pohl ebenfalls für den Schnitt verantwortlich war. Die Zusammenarbeit mit Thorwarth lief über mehrere Projekte bis hin zum Jahr 2006. Goldene Zeiten war vorerst das letzte gemeinsame Projekt, obwohl Thorwarth die Arbeitsleistung von Pohl in einigen Interviews würdigte.
Mit dem Dokumentarfilmregisseur Dominik Wessely arbeitete sie ebenfalls mehrfach zusammen. 2007 erhielt sie für die Montage des Dokumentarfilms Die Unzerbrechlichen den Filmplus Schnittpreis für den besten Dokumentarfilm. Auch die nächste gemeinsame Arbeit mit Wessely, der Dokumentarfilm Gegenschuss – Aufbruch der Filmemacher, brachte ihr 2008 eine Nominierung für den Filmplus Schnitt-Preis.
Neben ihrer hauptberuflichen Arbeit als Editorin wirkte sie auch häufiger als Jurorin auf Filmfestivals und Dozentin an Filmschulen mit. So war sie unter anderem Jurorin beim DOK.fest 2008 in München und zweimal, 2005 und 2006, in der Vorjury des Filmplus Festivals in Köln. Des Weiteren war sie Lehrbeauftragte an der HFF München und IFS Köln.
Anja Pohl lebt zusammen mit dem Dokumentarfilmer Jörg Adolph, mit dem sie ebenfalls eine jahrelange Zusammenarbeit pflegt in Ebenhausen. Sie ist Mitglied der Deutschen Filmakademie.

## Filmografie (Auswahl)
- 1997: Mafia, Pizza, Razzia (Kurzspielfilm)
- 1997: Was nicht passt, wird passend gemacht (Kurzspielfilm)
- 1997: Ein todsicheres Ding (TV-Spielfilm)
- 1999: Bang Boom Bang – Ein todsicheres Ding
- 2000: Klein, schnell und außer Kontrolle (TV-Dokumentarfilm)
- 2002: Was nicht passt, wird passend gemacht
- 2002: On/Off the Record (TV-Dokumentarfilm)
- 2002: Harte Brötchen (TV-Spielfilm)
- 2003: Die Geschichte vom weinenden Kamel (Dokumentarfilm)
- 2004: Kanalschwimmer (Dokumentarfilm)
- 2004: Süperseks
- 2005: Houwelandt – Ein Roman entsteht (Dokumentarfilm)
- 2006: Die Unzerbrechlichen (Dokumentarfilm)
- 2006: Goldene Zeiten
- 2006: Wer früher stirbt ist länger tot
- 2008: Gegenschuss – Aufbruch der Filmemacher (Dokumentarfilm)
- 2008: Feuerherz – Die Reise der jungen Awet
- 2009: Lost Town – Das Dunwich Project (Dokumentarfilm)
- 2009: Avenida Argentina (Dokumentarfilm)
- 2010: El Bulli – Cooking in Progress (Dokumentarfilm)
- 2010: Mein Leben im Off
- 2011: Die große Passion (Dokumentarfilm)
- 2012: Was weg is, is weg
- 2013: Making of Heimat (Dokumentarfilm)
- 2014: Ein Geschenk der Götter
- 2016: Nellys Abenteuer
- 2016: Strawberry Bubblegums
- 2016: Leben – Gebrauchsanleitung (Dokumentarfilm)
- 2017: The Poetess (Dokumentarfilm)
- 2018: Elternschule (Dokumentarfilm)
- 2018: Wackersdorf
- 2020: Das geheime Leben der Bäume (Dokumentarfilm)
- 2020: Walchensee Forever (Dokumentarfilm)
- 2021: Polizeiruf 110: Frau Schrödingers Katze
- 2023: Vogelperspektiven

## Auszeichnungen
- Deutscher Filmpreis
  - 2007 – Bester Schnitt – Wer früher stirbt ist länger tot (nominiert)

- Schnitt-Preis
  - 2004 – Bild-Kunst Schnitt Preis Dokumentarfilm – Die Geschichte vom weinenden Kamel (nominiert)
  - 2007 – Bild-Kunst Schnitt Preis Dokumentarfilm – Die Unzerbrechlichen
  - 2008 – Bild-Kunst Schnitt Preis Dokumentarfilm – Gegenschuss – Aufbruch der Filmemacher (nominiert)